# Навкан
Навкан (узб. Navqan / Навқан) — посёлок городского типа, расположенный на территории Асакинского района Андижанской области Республики Узбекистан.

Статус посёлка городского типа с 2009 года.